# در سرزمینی دیگر
در سرزمینی دیگر فیلمی به کارگردانی مجید جوانمرد و نویسندگی مجید جوانمرد، محسن دامادی، سیدضیاءالدین دری محصول سال ۱۳۷۵ است.

## خلاصه داستان
جمعه بای خلبان دو رگه تاجیکی الاصل مأموریت دارد مواضع مجاهدین تاجیکی را در مرز تاجیکستان و افغانستان بمباران کند.

## بازیگران
- فرامرز قریبیان
- لنا ابولسنکایا
- فرهاد جم
- جمشید جهان‌زاده
- علی طالب لو
- کاظم هژیرآزاد
- حسین سحرخیز
- شریعتی
- پریسا پورشفیع
- عباس رحمتی